# Micromort
Un micromort (composto da micro e mortalità) è un'unità di rischio che indica una probabilità di morte su un milione (106) e può essere utilizzata per calcolare il rischio legato a diverse attività quotidiane. Questo concetto è stato introdotto da Ronald A. Howard, pioniere della moderna analisi decisionale.

## Valori esemplificativi

### Dati di riferimento
| Causa di morte                           | Contesto             | Periodo | N morti   | N popolazione | Micromorts per unità di esposizione | Fonte                  |
| ---------------------------------------- | -------------------- | ------- | --------- | ------------- | ----------------------------------- | ---------------------- |
| Tutte le cause                           | Inghilterra e Galles | 2012    | 499.331   | 56.567.000    | 24 al giorno 8.800 all'anno         | ONS Deaths Table 5.    |
| Tutte le cause                           | USA                  | 2010    | 2.468.435 | 308.500.000   | 22 al giorno 8.000 all'anno         | CDC Deaths Table 18.   |
| Causa non naturale                       | Inghilterra e Galles | 2012    | 17.462    | 56.567.000    | 0,8 al giorno 300 all'anno          | ONS Deaths Table 5.19. |
| Causa non naturale                       | USA                  | 2010    | 180.000   | 308.500.000   | 1,6 al giorno 580 all'anno          | CDC Deaths Table 18    |
| Causa non naturale (escluso il suicidio) | Inghilterra e Galles | 2012    | 12.955    | 56.567.000    | 0,6 al giorno 230 all'anno          | ONS Suicides           |
| Causa non naturale (escluso il suicidio) | USA                  | 2010    | 142.000   | 308.500.000   | 1,3 al giorno 460 all'anno          | CDC Deaths Table 18.   |
| Tutte le cause - primo giorno di vita    | Inghilterra e Galles | 2007    |           |               | 430                                 | Walker, 2014           |
| Omicidio                                 | Inghilterra e Galles | 2012/13 | 551       | 56.567.000    | 10 all'anno                         | ONS Crime              |
| Omicidio volontario                      | USA                  | 2012    | 14.173    | 292.000.000   | 48 all'anno                         | FBI Table 16           |

### Passatempi e sport
| Causa di morte       | Contesto                      | Periodo   | N morti | N esposizioni            | Micromorts per unità di esposizione               | Fonte          |
| -------------------- | ----------------------------- | --------- | ------- | ------------------------ | ------------------------------------------------- | -------------- |
| Immersioni subacquee | UK: membri BSAC               | 1998-2009 | 75      | 14.000.000 immersioni    | 5 per immersione                                  | BSAC           |
| Immersioni subacquee | UK: non membri BSAC           | 1998-2009 | 122     | 12.000.000 immersioni    | 10 per immersione                                 | BSAC           |
| Immersioni subacquee | USA - assicurati con DAN      | 2000-2006 | 187     | 1.131.367 membri         | 164 all'anno come membro del DAN 5 per immersione | DAN p75        |
| Sci                  | USA                           | 2008/9    | 39      | 57.000.000 giorni di sci | 0,7 al giorno                                     | Ski-injury.com |
| Paracadutismo        | USA                           | 2008-2013 | 135     | 15.300.000 lanci         | 9 per lancio                                      | USPA           |
| Paracadutismo        | UK                            | 1994-2013 | 41      | 4.864.268 lanci          | 8 per lancio                                      | BPA            |
| Maratona             | USA                           | 1975-2004 | 26      | 3.300.000 corse          | 7 per corsa                                       | Kipps C 2011   |
| Base jumping         | Massiccio di Kjerag, Norvegia | 1995-2005 | 9       | 20.850 salti             | 430 per salto                                     | Soreide 2007   |

### Altri
Attività che fanno aumentare il rischio di morte di circa 1 micromort, e cause di morte ad esse associate:
- Viaggiare per 6 miglia (9,5 km) in moto (incidente)[15]
- Camminare per 17 miglia (27,4 km) (incidente)[16]
- Viaggiare per 10 miglia[17] o 20 miglia[16] (16 o 32 km) in bicicletta (incidente)
- Viaggiare per 230 miglia (370 km) in auto (incidente)[15] (o 250 miglia[16])
- Viaggiare per 6000 miglia (9656 km) in treno (incidente)[15]
- Viaggiare per 1.000 miglia (1.600 km) in aereo (incidente)[17]
- Viaggiare per 12.000 miglia (19.000 km) in aereo negli Stati Uniti (terrorismo)[18]

Aumento del rischio di morte per altre attività:
- Deltaplano – 8 micromorts per viaggio[15]
- Ecstasy (MDMA) – 0,5 micromorts per pasticca (in molti casi sono coinvolte altre droghe)[19]

## Rischi cronici
I micromort funzionano al meglio se utilizzati per calcolare il rischio acuto, cioè la morte immediata. Esistono anche rischi cronici, come lo stile di vita o l'esposizione all'inquinamento, che non provocano una morte immediata ma riducono l'aspettativa di vita. Ronald Howard comprese questi rischi all'interno della sua opera originale, calcolando ad esempio un micromort per le seguenti situazioni o attività:
- bere 0,5 L di vino (cirrosi epatica)
- fumare 1,4 sigarette (cancro, malattie cardiache)
- passare 1 ora in una miniera di carbone (malattie polmonari)
- passare 3 ore in una miniera di carbone (incidente)
- vivere per 2 giorni a New York o a Boston nel 1979 (inquinamento)
- vivere per 2 mesi con un fumatore (cancro, malattie cardiache)
- bere l'acqua di Miami per un anno (cancro da cloroformio)
- mangiare 40 cucchiai di burro d'arachidi (cancro al fegato)
- mangiare 1000 banane
- viaggiare per 10.000 km in jet

Per trattare questi rischi è più appropriato utilizzare tuttavia il concetto gemello di microlife.